# Николич, Алексей
Алексей Николич (словен. Aleksej Nikolić; род. 21 февраля 1995[…], Постойна) — словенский профессиональный баскетболист, играющий на позиции разыгрывающего защитника.

## Карьера

### Клубная
В ноябре 2011 года начал выступать за боснийскую команду «Спарс Сараево», до этого имел опыт выступлений за команды «Златорог» и «Постойна» на юношеском уровне.
25 февраля 2013 года подписал первый профессиональный контракт с «Спарс Сараево» сроком на пять лет.
После серии переговоров 7 июля 2015 года официально присоединился к немецкому клубу «Брозе», срок контракта составил четыре года. Кроме основной команды, выступал за фарм-клуб во втором дивизионе Германии. Выставлял кандидатуру на Драфт НБА 2016 года, однако позднее решил не принимать в нем участие.

### Международная
Николич выступал за сборную Словении различных возрастов на международных турнирах под эгидой ФИБА, играл в составе юношеской и молодежной сборных (до 16, 18 и 20 лет).
Принимал участие в чемпионате мира 2014 года, на турнире провел три матча, в том числе против сборной США.
Был вызван в национальную сборную Словении для участия в чемпионате Европы 2017 года, который проходил в Турции. Вместе с командой прошел весь турнир и завоевал для словенцев первую золотую медаль турнира.

## Достижения
Сборная Словении:
- Чемпион Европы: 2017

 «Брозе»:
- Чемпион Германии (2): 2015/16, 2016/17
- Обладатель Кубка Германии: 2017

 «Брешиа»:
- Обладатель Кубка Италии: 2023